# Evert Sundien
Anders Evert Sundien, född 21 oktober 1944 i Svegs församling, död 20 september 2020, var en svensk läkare och liberalkatolsk biskop. 
Sundien, som var läkare med specialistutbildning i kirurgi och urologi, prästvigdes i Liberala katolska kyrkan i Stockholm av Sigfrid Fjellander 1967 och vigdes till biskop den 16 maj 2005 i Amsterdam av Frank den Outer, liberalkatolsk biskop i Nederländerna. Sundien var därefter hjälpbiskop för Liberala katolska kyrkan i Sverige och hade tillsynsansvar för de liberalkatolska församlingarna i Tyskland och Österrike.
Sedan ungdomen var Sundien intresserad av zenmeditation (zazen), vilket han studerade under den tyske benediktinmunken Willigis Jäger. Sundien undervisade och ledde regelbundet meditation enligt zentraditionen i Stockholm och han drev även retreatcentret S:t Uriel vid Lövnäsvallen utanför Lillhärdal, där han årligen anordnade meditationsretreater.

### Fotnoter
1. ↑  Svegs kyrkoarkiv, Födelse- och dopböcker., SE/ÖLA/11097/C/9 (1940-1946), bildid: [Svegs kyrkoarkiv, Födelse- och dopböcker., SE/ÖLA/11097/C/9 (1940-1946), bildid: F0012664_00097, sida 83 F0012664_00097], sida 83
2. ↑  ”Om begravningen för Evert Sundien”. Fondkistan Kandema. https://kandema.varaminnessidor.se/memorial_page/memorial_page_service_info.php?order_id=3789125&set_site_id=599&cat=funeral&sign=2706961d53c68da051b258ae2f791f5c. Läst 6 juni 2021.
3. ↑  Communio nr2 2005